# Mestosoma shuaro
Mestosoma shuaro är en mångfotingart som beskrevs av Kraus 1956. Mestosoma shuaro ingår i släktet Mestosoma och familjen orangeridubbelfotingar. Inga underarter finns listade i Catalogue of Life.